# Paolo da Perugia
Paolo da Perugia (Perugia, ... – Napoli, 1348) è stato un letterato italiano.

## Vita
Protetto dal re Roberto d'Angiò, ebbe alcune cariche pubbliche tra cui, secondo la testimonianza di Boccaccio che lo frequentò nella sua giovanile presenza a Napoli, quella di bibliotecario della corte angioina: in particolare Boccaccio scrisse di lui: «diu magister et custos bibliothece Roberti...curiosissimus in perquirendis peregrinis undecunque libris, hystoriis et poeticis operibus». Risulta essere stato chierico coniugato, con numerosa prole, ed esser morto povero. La sua opera maggiore, citata ancora da Boccaccio e da lui stesso dichiarata perduta, doveva intitolarsi Collectiones e consisteva in una raccolta mitologica ordinata secondo un criterio genealogico. Restano però di lui due codici con i suoi commenti alla Ars poetica di Orazio e alle Satire di Persio.